# 捕鯨記
《捕鯨記》為吉卜力工作室在2001年於吉卜力美術館公開的動畫短片。

## 劇情簡介
在鬱金香幼稚園裡；星星班的孩子們正在玩著積木，他們將積木組成一條船後將它命名為「大象獅子號」，並且幻想他們就乘著大象獅子號上在大海尋找鯨魚。
之後他們想像著將找到的鯨魚帶到陸地上與牠一起玩，並送給鯨魚一個用花朵編織的頭冠。

## 作品概要
劇情改編自日本童畫作家中川李枝子著作、大村百合子插圖的童書《不不幼兒園》裡的一個章節，當中故事的主角阿茂其範本為作者中川李枝子在擔任幼兒保母時、所照顧的一位名叫小廣的孩子。
動畫插入歌歌詞同由原作作者中村季枝子編寫（中村季枝子也提供過吉卜力長篇動畫《龍貓》印象專輯裡的歌詞內容），其中片尾曲《回家去》的內容；改自於本片導演宮崎駿在年輕時迎接在保育園的兒子時所唱的歌，而曲調部份則由先前製作《心之谷》配樂的作曲家野見祐二擔當。
作品裡小孩們的配音皆邀請約同年齡的孩子們來擔任，而為了表現出作品的趣味，在片尾末段介紹製作人員的段落中，各製作人員的名字是將每一位人員的親筆簽名所掃描彙整出的介紹名單。
此作品於2001年在每日電影獎上榮獲大藤信郎獎，並在2002年於紐約兒童影展（New York International Children's Film Festival）展出。

## 製作人員
- 原作：中村李枝子（著作）、大村百合子（繪製）
- 導演‧劇本：宮崎駿
- 演出動畫師：稻村武志
- 製作人：居村健治
- 製作人助理：高橋望、渡邊廣行
- 執行製作人：鈴木敏夫
- 統籌配給：德間康快
- 原畫：湯淺政明、橋本晋治、山口明子、田村篤、中村勝利、松尾真理子、山田憲一、小西賢一、富田悅子、山形厚史、宮崎
- 美術：平原
- 背景：武重洋二、佐佐木洋明、矢野
- 色彩監修：保田道世
- 攝影監督：奧井敦
- 音樂：野見祐二
- 音效：伊藤道廣
- 剪輯：瀨山武司

## 配音人員
- 阿茂：石原圭人
- 智子：小野寺真央
- 冠軍：伊藤裕樹
- 雄二：佐佐木優太
- 阿隆：袴田義明
- 敏雄：王迪之
- 阿晉：比佐裕介
- 阿通：岡田慶太
- 阿明：又村崇仁
- 鯨魚：野中晋輔 ※（吉卜力工作室業務人員）

## 動畫歌曲
插入歌
- 大象獅子號

作詞：中村季枝子 作曲・編曲：野見祐二 演唱：星星班的孩子們
片尾曲
- 回家去

作詞：吉卜力工作室 作曲・編曲：野見祐二 演唱：鬱金香幼稚園的孩子們

## 外部連結
- .   [2011-01-15]. （原始内容存档于2008-08-22）.（日語）